# Молодовск
Молодовск — село в Сретенском районе Забайкальского края России, административный центр сельского поселения «Молодовское». 

## География
Село находится в центральной части района на левом берегу Шилки на расстоянии примерно 8 километров (по прямой) на восток от города Сретенска. 
Климат
Климат характеризуется как резко континентальный с продолжительной холодной малоснежной зимой и коротким тёплым летом. Среднегодовая температура воздуха составляет −5,3 — +3 °С. Средняя многолетняя температура самого холодного месяца (января) составляет −28 — −24 °С (абсолютный минимум — −55 °С), температура самого тёплого (июля) — 16 — 19 °С (абсолютный максимум — 40 °С). Безморозный период длится в течение 80 — 100 дней. Среднегодовое количество осадков — 350—400 мм.
Часовой пояс
Село Молодовск находится в часовой зоне МСК+6. Смещение применяемого времени относительно UTC составляет +9:00.

## История
Основано в 1719 году.

## Население
Постоянное население составляло 355 человек в 2002 году (русские 100%), 283 человек в 2010 году.

## Инфраструктура
Имеются: основная школа, библиотека, клуб, фельдшерско-акушерский пункт. 